# The Harold Pig Memorial
The Harold Pig Memorial è il secondo album in studio long playing del gruppo Circus Devils, pubblicato negli Stati Uniti nel 2002, sia in vinile che in CD, dalla Fading Captain Series. I Circus Devil sono uno dei progetti paralleli di Robert Pollard, leader e fondatore dei Guided by Voices. Tutte le canzoni sono state scritte ed eseguite da Robert Pollard, Todd Tobias e Tim Tobias.

## Tracce
Lato A
1. Alaska to Burning Men
2. Saved Herself, Shaved Herself
3. Soldiers of June
4. I Guess I Needed That
5. Festival of Death
6. Dirty World News
7. May We See the Hostage
8. Do You Feel Legal?
9. A Birdcage Until Further Notice
10. Injured?
11. Foxhead Delivery

Lato B
1. Last Punk Standing
2. Bull Spears
3. Discussions in the Cave
4. Recirculating Hearse
5. Pigs Can't Hide (On Their Day Off)
6. Exoskeleton Motorcade
7. Real Trip No.3
8. Vegas
9. The Pilot's Crucifixion / Indian Oil
10. Tulip Review
11. The Harold Pig Memorial

## Musicisti
- Todd Tobias: basso, batteria, chitarra, tastiere, percussioni
- Tim Tobias: chitarra
- Robert Pollard: voce